# Stavsolus ainu
Stavsolus ainu är en bäcksländeart som beskrevs av Valentina A.Teslenko 1999. Stavsolus ainu ingår i släktet Stavsolus och familjen rovbäcksländor. Inga underarter finns listade i Catalogue of Life.